# أندرسون غرينوود أيه جي 14
أندرسون غرينوود إيه جي 14 (بالإنجليزية: Anderson Greenwood AG-14)‏ هي طائرة منافع ذات مقعدين وأجنحة علوية، صنعت في الولايات المتحدة بعد الحرب العالمية الثانية بفترة وجيزة. هذه الطائرة مصنوعة بأكملها من المعدن، أحادية السطح، مركّبة بحيث تكون المراوح خلف المحركات. وهي ذات قمرة تكون فيها مقعد المسافر جنباً إلى جنب مع مقعد الطيار. وهي ثلاثية العجلات.

## التاريخ التشغيلي
حتى شهر أيار (مايو) 2009، كان ثمة 5 طائرات منتجة من هذا النوع لا تزال مسجلة في الولايات المتحدة باسم أندرسون غرينوود آند 51-أيه

## المواصفات
- الطاقم= طيار واحد
- السعة = مسافر واحد
- الطول = 6.71 متر (22 قدم)
- المدى = 10.54 متر (34 قدم)
- الارتفاع = 2.36 متر (7 قدم)
- مساحة الجناح = 11.2 متر مربع (120 قدم مربع)
- الوزن فارغة = 390 كغم (850 رطل)
- الوزن الإجمالي = 640 كغم (1400 رطل)
- عدد المحركات = واحد
- السرعة القصوى = 190 كم\الساعة (120 ميل\الساعة)